# Paromita Vohra
Paromita Vohra est une cinéaste, scénariste et journaliste indienne, vivant à Bombay, connue notamment pour ses documentaires sur la vie urbaine, la culture pop et le genre. Elle est la co-scénariste du long métrage primé Eau dormante. Elle dirige une société de production de films, Parodevi Pictures basée à Bombay. Elle est également chroniqueuse pour plusieurs publications indiennes: Mumbai Mirror, Sunday Mid-day, India Today... 

## Formation
Paromita Vohra est issue d'une famille d'artiste: son grand-père maternel, Anil Biswas, est un compositeur de musique de film ; sa grand-mère maternelle, Meena Kapoor, est une comédienne. 
Elle étudie la communication de masse à la Miranda House de l'université de Delhi entre 1986 et 1989.  

## Films
Paromita Vohra est notamment connue pour son documentaire Q2P ("faire la queue pour pisser") qui explore la problématique des toilettes publiques à Bombay d'un point de vue féministe. 
- 2011: Partners in Crime [5]
- 2007: Morality TV and the Loving Jehad[6]
- 2006: Q2P
- 2006: Where's Sandra?
- 2004: Cosmopolis: Two Tales of a City
- 2002: Unlimited Girls [7]
- 2004: Work in Progress
- 1998: A Woman's Place
- 1995: Annapurna: Goddess of Food
- 2000: A Short Film about Time

## Autres œuvres
Paromita Vohra créé des installations sonores pour Project Cinema City, une exposition de 2012 sur le cinéma, la ville et l'archivage de la culture contemporaine, So Near Yet So Far  qui s'est rendue à la Galerie nationale d'art moderne de Delhi, Bombay et Bangalore.  
Elle tient des petits rôles dans les films English, August (1994) ou Ship of Theseus (2012). 
Elle développe le site web Agents of Ishq, projet multimédia sur le sexe, l’amour et le désir. Dans une perspective féministe, ce projet vise à "permettre aux femmes d'exprimer leurs désirs", y compris en langue indienne. Le site s'appuie sur des ressources médicales et des travaux de recherche, mais vise aussi à être beau afin que les femmes s'y sentent bien et souhaitent s'y exprimer. 